# Grand Prix Formule 1 van Nederland 1968
De Grand Prix Formule 1 van Nederland 1968 werd gehouden op 23 juni op het circuit van Zandvoort. Het was de vijfde race van het seizoen.

## Uitslag
| Pos. | Nr. | Coureur              | Constructeur  | Rondes | Tijd / Oorzaak uitval | Grid | Punten |
| ---- | --- | -------------------- | ------------- | ------ | --------------------- | ---- | ------ |
| 1    | 8   | Jackie Stewart       | Matra-Ford    | 90     | 2:46:11.2             | 5    | 9      |
| 2    | 17  | Jean-Pierre Beltoise | Matra         | 90     | + 1:33.93             | 16   | 6      |
| 3    | 15  | Pedro Rodriguez      | BRM           | 89     | + 1 Ronde             | 11   | 4      |
| 4    | 10  | Jacky Ickx           | Ferrari       | 88     | + 2 Rondes            | 6    | 3      |
| 5    | 22  | Silvio Moser         | Brabham-Repco | 87     | + 3 Rondes            | 17   | 2      |
| 6    | 9   | Chris Amon           | Ferrari       | 85     | + 5 Rondes            | 1    | 1      |
| 7    | 16  | Richard Attwood      | BRM           | 85     | + 5 Rondes            | 15   |        |
| 8    | 19  | Jo Bonnier           | McLaren-BRM   | 82     | + 8 Rondes            | 19   |        |
| 9    | 3   | Graham Hill          | Lotus-Ford    | 81     | Ongeluk               | 3    |        |
| NC   | 4   | Jackie Oliver        | Lotus-Ford    | 80     | Niet geklasseerd      | 10   |        |
| NF   | 18  | Dan Gurney           | Brabham-Repco | 63     | Gaspedaal             | 12   |        |
| NF   | 21  | Jo Siffert           | Lotus-Ford    | 55     | Versnellingsbak       | 13   |        |
| NF   | 7   | John Surtees         | Honda         | 50     | Alternator            | 9    |        |
| NF   | 20  | Piers Courage        | BRM           | 50     | Spin                  | 14   |        |
| NF   | 6   | Jochen Rindt         | Brabham-Repco | 39     | Ontsteking            | 2    |        |
| NF   | 5   | Jack Brabham         | Brabham-Repco | 22     | Spin                  | 4    |        |
| NF   | 2   | Bruce McLaren        | McLaren-Ford  | 19     | Ongeluk               | 8    |        |
| NF   | 1   | Denny Hulme          | McLaren-Ford  | 10     | Ontsteking            | 7    |        |
| NF   | 14  | Lucien Bianchi       | Cooper-BRM    | 9      | Ongeluk               | 18   |        |

## Statistieken
| Pole-position | Chris Amon           | Ferrari | 1:23.54 |
| Snelste ronde | Jean-Pierre Beltoise | Matra   | 1:45.91 |

## Noot
- Eerste podiumplaats voor Jean-Pierre Beltoise.

1948 · 1949 · 1950 · 1951 · 1952 · 1953 · 1955 · 1958 · 1959 · 1960 · 1961 · 1962 · 1963 · 1964 · 1965 · 1966 · 1967 · 1968 · 1969 · 1970 · 1971 · 1973 · 1974 · 1975 · 1976 · 1977 · 1978 · 1979 · 1980 · 1981 · 1982 · 1983 · 1984 · 1985 · 2020 · 2021 · 2022 · 2023 · 2024 · 2025  · 2026